# Valery Alexeev
Valery Alexeev é um matemático estadunidense, atualmente Professor da Cátedra David C. Barrow da Universidade da Geórgia.
Foi eleito fellow da American Mathematical Society. Foi palestrante convidado do Congresso Internacional de Matemáticos em Madrid (2006 - Higher-dimensional analogues of stable curves).